# Долно Вишомо
Долно Вишомо е бивше село в Егейска Македония, Гърция, на територията на дем Нестрам, област Западна Македония.

## География
Селото е било разположено на около четири километра южно от село Кърчища.

## История
Село Долно Вишомо е било малко село, изоставено в размирното време в края на XVIII век при конфликта на Али паша Янински и други албански феодали с централната власт. Жителите напускат селото и се заселват в Кърчища.